# Aquisextana irenaei
Aquisextana
Genre
Espèce
Les papillons Aquisextana irenaei sont la seule espèce fossile et l'espèce type du genre fossile Aquisextana, de la famille des Lycaenidae et de la super-famille des Papilionoidea, dans l'ordre des Lepidoptera.

## Classification
Le genre Aquisextana est publié en 1937 par le paléontologue français Nicolas Théobald (1903-1981), ainsi que l'espèce Aquisextana irenaei,,. 

### Étymologie
Son épithète spécifique est nommée d'après le prénom de sa femme Irène. 

### Fossiles
Cet holotype MA I, de l'ère Cénozoïque, et de l'époque Oligocène (33,9 à 23,03 Ma.)« faisait partie de la collection de l'institut de géologie de Montpellier, et a été communiqué à Nicolas Théobald par M. Thoral, professeur de géologie à l'Université de Montpellier ».
Ce Lépidoptère a été découvert dans le gisement oligocène d'Aix-en-Provence ; la plaque marneuse porte des boursouflures correspondant à des gouttes de pluie ; le papillon est tombé dans une vase très fine pendant une période de pluie. Nous voyons la face inférieure du papillon.

### Confirmations appartenance à la famille Lycaenidae
Selon Paleobiology Database en 2023, l'appartenance à la famille Lycaenidae a été confirmée par F. M. Carpenter en 1992 et par J. C. Sohn et al. en 2012,.

## Description

### Caractères
Ce Lépidoptère a une tête "subarrondie", velue, avec des yeux ovales à facettes faisant légèrement saillie sur les côtés. Les palpes labiaux dépassent nettement la tête. Les antennes s'épaississent à partir du milieu.
Le thorax est largement réuni à la tête et renflé vers le milieu.
L'abdomen est bien développé. La longueur totale du corps est de 16 mm.
Les ailes sont grises, avec des taches noires. L'aile antérieure, de forme triangulaire, a 21 mm de long et 14,5 mm de large. L'aile postérieure a des côtés plus convexes.

### Affinités
Les antennes claviformes attribuent ce papillon aux Lépidoptères Rhopalocères.
La conformation des yeux est caractéristique du groupe des Lycaenidae.
Chez les Lycaeninae, beaucoup de formes présentent à la face inférieure des ailes des taches rappelant celles de l'échantillon, mais la nervation est différente.
Les Curetinae ont une nervation semblable des ailes, mais un thorax plus gros.
Cet échantillon diffère des Lépidoptères fossiles déjà décrits à Aix ; aucun Lycénide n'y était encore décrit. Cette famille est peu présente dans les couches géologiques ; elle semble donc de développement récent.

## Biologie
« Les Lycénidés sont des insectes à fleurs vivant exclusivement au soleil. »

### Publication originale
- [1937] Nicolas Théobald, « Note complémentaire sur les insectes fossiles oligocènes des gypses d'Aix-en-Provence », Bulletin Mensuel de la Société des Sciences de Nancy, Institut de Zoologie, rue Sainte-Catherine Nancy, (Nlle. Série) N°6,‎ juin 1937, p. 157-178, 7 figures, 2 planches hors-texte. (ISSN 1155-1119, DOI 10.5281/ZENODO.24876, BM SSN Juin 1937).